# Gmünder Stauferfries
Der Gmünder Stauferfries ist ein 60 Meter langes in Edelstahl geschnittenes Bild, das den Einzug des letzten Staufers Konradin im Jahre 1266 in Schwäbisch Gmünd darstellt. Er befindet sich an der Südfassade des Einkaufszentrums „Remsgalerie“ in der Ledergasse und wurde von Helmut Maximilian Gruber-Ballehr geschaffen.

## Beschreibung
Während der vierzehnjährige und damit volljährig gewordene Konradin von links nach rechts mit seinem Gefolge auf die Stadt zureitet, kommen ihm von rechts nach links die Honoratioren von Gmünd entgegen, um ihm zu huldigen. Konradin war König von Jerusalem, König von Sizilien und Herzog von Schwaben. Daran erinnern die drei Fahnen unmittelbar vor Konradin mit dem Jerusalemkreuz, dem sizilianischen Adler und dem Dreilöwenwappen von Schwaben. Der Schultheiß der Stadt steht bereit für den symbolischen Akt der Schlüsselübergabe. Neben und hinter ihm wehen Fahnen mit dem Einhornwappen von Gmünd und dem Adler der Reichsstadt. Auch Vertreter der Zünfte kommen dem Herzog entgegen, gefolgt von der Geistlichkeit. Die ausgelassene Freude findet in einer Gruppe von Tänzerinnen ihren Ausdruck. Das Rad der Sieben Freien Künste am rechten Ende des Frieses greift die hohe Bildung des Stauferjünglings auf.
Die Spitze von Konradins Zug bilden Musiker. Direkt hinter Konradin reitet sein enger Freund Friedrich von Baden, gefolgt von Edelfrauen und -männern, Rittern, Lanzen- und Fahnenträgern, ganz am Ende ein Hundeführer, ein Falkner und ein Jäger mit Spieß. Die Fahne mit den Rauten des Wittelsbacher Wappens erinnert daran, dass Konradin mütterlicherseits von den Wittelsbachern abstammte. Die vier Kreuzfahrerfahnen am Ende des Zuges stellen zusätzlich zu der Fahne mit dem Jerusalemkreuz am Anfang des Zuges nochmals eine Verknüpfung zum Königreich Jerusalem her.
Die rund neunzig überlebensgroß dargestellten Personen mitsamt Fahnen und sonstigen Bildelementen wurden mit einem Laser aus Edelstahl-Tafeln ausgeschnitten. Das scherenschnittartige Relief ist in einem geringen Abstand vor der Backstein-Mauerfläche montiert. Dadurch erscheinen die Figuren am Tag als helle, silberglänzende Formen vor dunkler Wand, die je nach Sonnenstand durch Schatten belebt werden. Bei Dunkelheit wird der Gmünder Stauferfries mit auf der Rückseite der Edelstahltafeln verklebten LED hinterleuchtet. Dadurch wird der Schattenriss vertauscht, indem die Zwischenräume hell werden und der Edelstahl dunkel erscheint.

## Entstehungsgeschichte
Gruber-Ballehr malte zunächst eine freie Pinselzeichnung von 15 Meter Länge und einer Höhe von 1,6 Metern, die im Juni 2013 im Innenhof des Predigers ausgestellt wurde. Die Idee stieß auf positive Resonanz, sodass der Künstler sie in eine detaillierte Bleistiftzeichnung umsetzte. Er optimierte die Linienführung so, dass die Figuren aus gleichwertigen Positiv- und Negativformen gebildet wurden. Auf Basis einer vektorisierten CAD-Datei, die 2016 fertiggestellt wurde, entstand die Produktionsvorlage für den Stahlschnitt. Stets musste darauf geachtet werden, dass es sich um zusammenhängende Formen handelt und die Konstruktion die nötige Stabilität erhält.
Im September 2019 wurde der gemeinnützige Verein „Stauferfries e. V.“ gegründet, der die rechtlichen Fragen klärte, Kontakte knüpfte und Spenden sammelte. Die Schirmherrschaft übernahm Oberbürgermeister Richard Arnold. Der Gmünder Stauferfries wurde ausschließlich durch Spenden, vorwiegend Patenschaften für Figuren, finanziert.
Im Juli 2022 wurde mit der Montage des ersten Teilstücks begonnen. Zur Realisierung des gesamten Frieses fehlten zu diesem Zeitpunkt noch 23 von 100 Patenschaften. Am 26. August 2022 wurde das Kunstwerk in einer vorläufigen Länge von rund 35 Metern als Schenkung an die Stadt Schwäbisch Gmünd übergeben. Am 3. Mai 2024 wurden die letzten noch fehlenden Edelstahltafeln montiert und der Fries fertiggestellt. Die endgültige Übergabe an die Stadt Schwäbisch Gmünd erfolgte am 15. Juni 2024. Einer breiten Öffentlichkeit wurde der Fries am 7. September 2024, dem Tag des offenen Denkmals 2024 in Baden-Württemberg, vorgestellt. Im Rahmen einer Licht- und Laseranimation mit Musik wurden einzelne Figuren und ihre Geschichte abwechselnd hervorgehoben und in Farbspiele getaucht.
Für die historische Richtigkeit wurde der Mediävist Hubert Herkommer zurate gezogen. Der Besuch Konradins in Schwäbisch Gmünd ist durch eine „aput Gamundiam“ (dt.: in oder bei Gmünd) am 28. Dezember 1266 von ihm ausgestellte Urkunde belegt. Der Stahlschnitt will keine realistische Wiedergabe von Konradins Einzug in Gmünd sein, greift aber die typische Struktur damaliger Herrschereinzüge auf. Die Anwesenheit von Friedrich von Baden, der als zweitprominenteste Persönlichkeit auf dem gesamten Fries direkt hinter Konradin reitet, ist quellenmäßig nicht belegt. Die Abbildung dieses engsten Freundes Konradins, der ihn bis in den Tod begleitete, erfolgte im Rahmen der künstlerischen Freiheit.

## Bilder

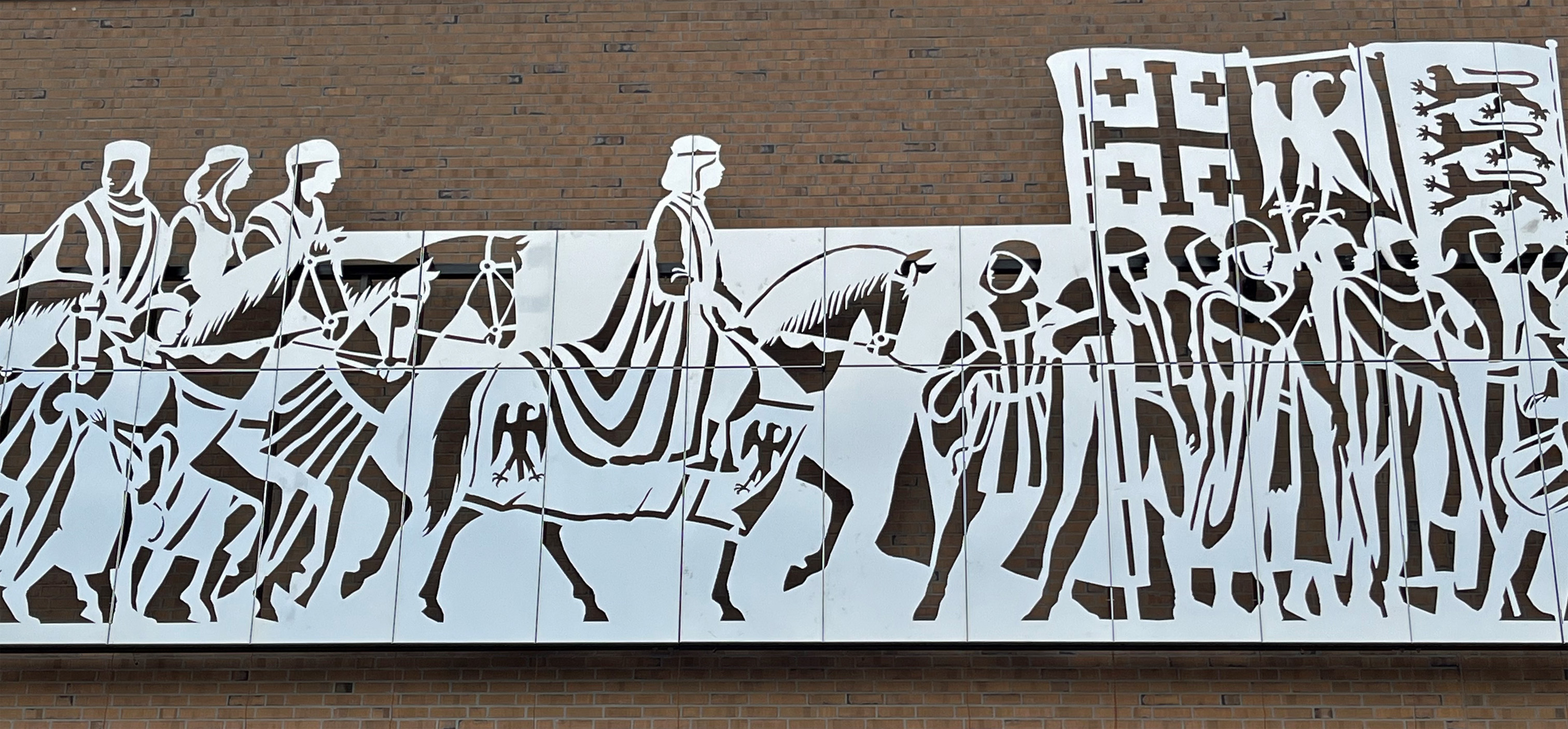
In der Mitte Konradin, direkt gefolgt von seinem Freund Friedrich von Baden. Rechts die Fahnen des Königreichs Jerusalem, des Königreichs Sizilien und des Herzogtums Schwaben.
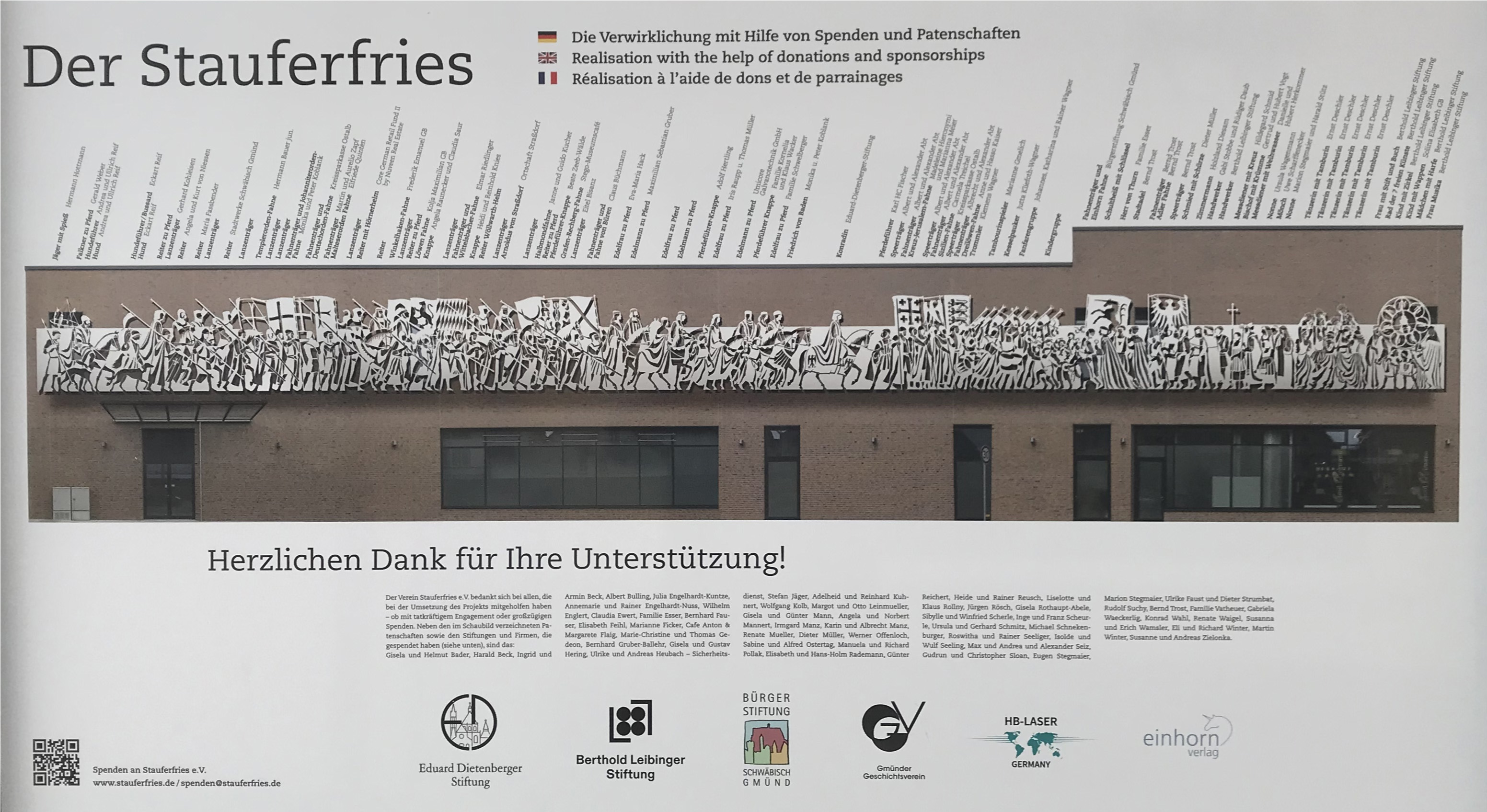
Im Oktober 2023 aufgestellte Infotafel zum Gmünder Stauferfries.
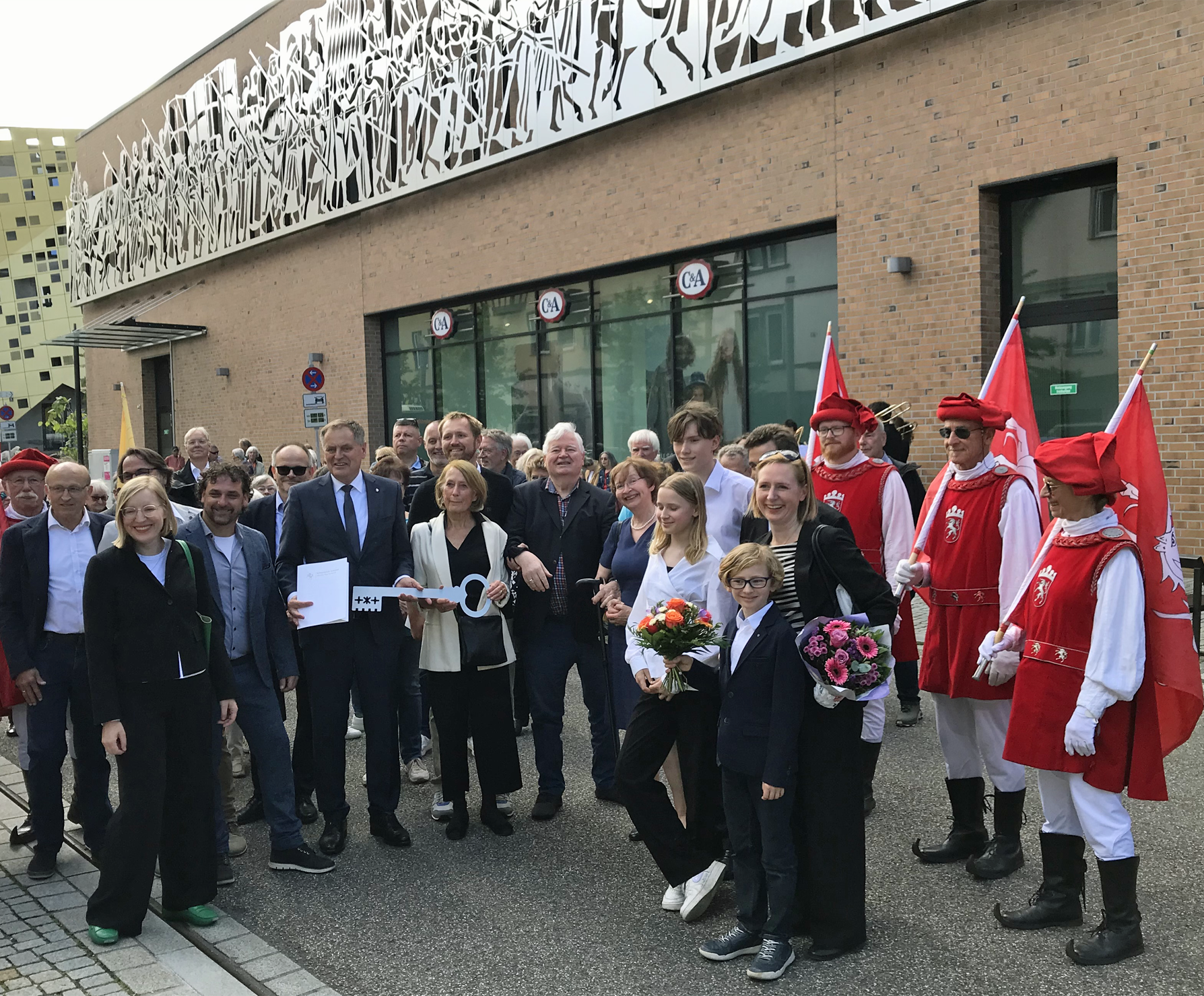
Übergabe des Gmünder Stauferfrieses an die Stadt Schwäbisch Gmünd am 15. Juni 2024. Oberbürgermeister Richard Arnold hat den symbolischen Schlüssel von Almuth Gruber-Ballehr vom Stauferfries e.V. (rechts von ihm) empfangen.
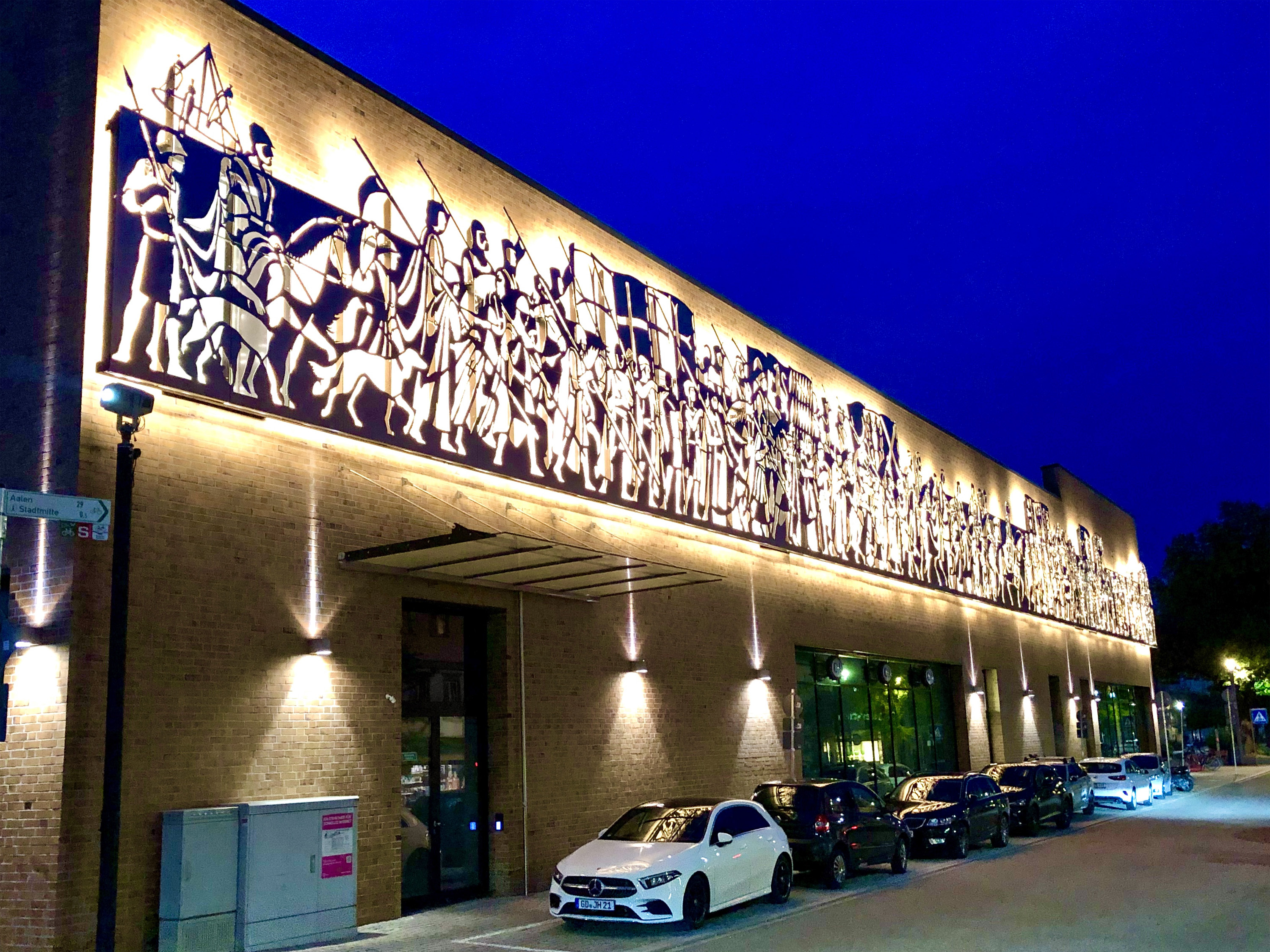
Gmünder Stauferfries bei Nacht.